# Чорнокрилий ябіру
Чорнокрилий ябіру (Ephippiorhynchus) — рід птахів родини лелекових (Ciconiidae). Містить 2 види.

## Поширення
Рід поширений в Африці, Південній і Південно-Східній Азії та Австралії.

## Види
- Ябіру азійський (Ephippiorhynchus asiaticus)
- Ябіру сенегальський (Ephippiorhynchus senegalensis)
- Ephippiorhynchus pakistanensis (викопний, міоцен Пакистану)